# Ciclo de vida do filo Apicomplexa
Os apicomplexa são um grupo de parasitas intracelulares que têm um ciclo de vida complexo e que ocorre ao longo de estágios, os quais evoluíram de modo a lhes permitir sobreviver nos mais diversos ambientes a que estão expostos. Em cada estágio no ciclo de vida o parasita apresenta uma forma celular característica, com morfologia e bioquímica distintas. Nem todos os apicomplexa desenvolvem todas as variedades celulares e métodos de divisão seguintes; este artigo assume um organismo apicomplexo genérico.

## Métodos de replicação assexuada
Os apicomplexa replicam-se através de processos de fissão múltipla (também denominada esquizogonia). Nestes processos inclui-se a gametogonia, esporogonia e a merogonia.

### Merogonia
A merogonia é um processo de reprodução assexuada característico dos apicomplexa. Depois de infectar a célula do hospedeiro, um trofozoíta aumenta de tamanho ao mesmo tempo que continuamente replica o seu núcleo celular e outras organelas. Durante este processo, o organismo é denominado meronte ou esquizonte. Em seguida, a citocinese subdivide o esquizonte polinuclear em várias células idênticas chamadas merozoítos, os quais são libertados para a corrente sanguínea quando a célula hospedeira é rompida.
Entre os organismos cujo ciclo de vida depende deste processo estão a Theileria, Babesia, e o parasita da malária, Plasmodium.

### Esporogenia
A esporogenia é um tipo de reprodução sexuada e assexuada. Envolve cariogamia, a formação de um zigoto sucedida de meiose e fissão múltipla, e resulta na produção de esporozoítos.

### Endodiogenia e endopoligenia
As restantes formas de replicação incluem a endodiogenia e endopoligenia. A endodiogenia é um processo de reprodução assexuada presente em parasitas como o Toxoplasma gondii. Envolve um processo invulgar no qual são produzidas duas células-filha no interior da célula-mãe, a qual é então consumida pelas descendentes antes de se separarem dela. E endopoligenia é a divisão em vários organismos em simultâneo através de gemulação interna.

## Glossário dos tipos de célula

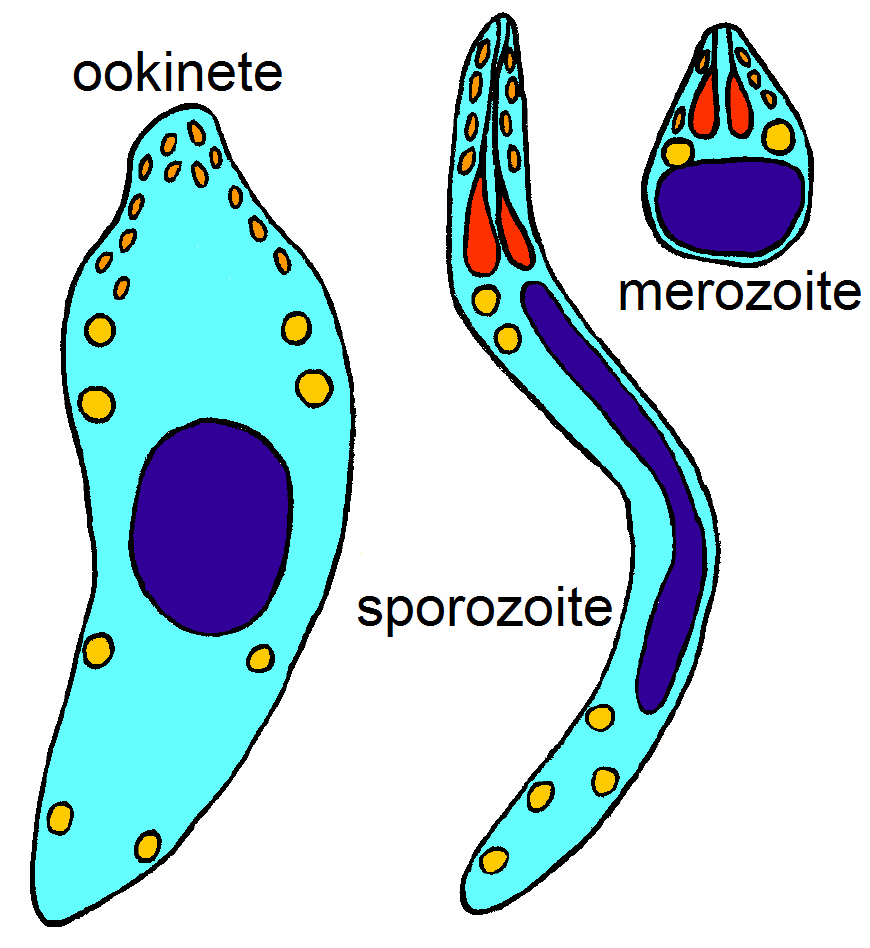
Um oocineto, esporozoíto e merozoíto do Plasmodium falciparum.

### Estágios infecciosos

#### Esporozoíto
Um esporozoíto é a forma celular que infecta novos hospedeiros. Por exemplo, no Plasmodium os esporozoítos são células que se desenvolvem nas glândulas salivares do mosquito, que durante a picada penetram no sangue no hospedeiro, alojando-se nas células hepáticas, onde se multiplicam. As células infetadas com esporozoítos a determinado ponto rompem-se, libertando merozoítos para a corrente sanguínea.

#### Merozoíto
Um merozoíto é o resultado da merogenia que ocorre no interior de uma célula do hospedeiro. Durante a coccidiose, os merozoítos correspondem à primeira fase do ciclo de vida interno dos coccídeos. No caso do Plasmodium, os merozoítos infectam os glóbulos vermelhos, reproduzindo-se em seguida rapidamente. O glóbulo vermelho do hospedeiro é destruído por este processo, o qual liberta novos merozoítos que procuram novas células sanguíneas que possam infectar.

#### Gametócito
Gametócito é o nome dado às células do parasita capazes de formar gâmetas. Os gametócitos macho dividem-se para dar origem a vários microgâmetas, enquanto que os gametócitos fêmea se diferenciam num macrogâmeta.

#### Oocineto
Um oocineto é um zigoto fertilizado capaz de se mover de forma espontânea. Penetra nas células epiteliais do intestino médio de mosquitos de modo a formar no seu revestimento externo uma estrutura de paredes densas denominada oocito.

#### Trofozoíto
Um trofozoíto corresponde ao estágio ativado de alimentação intracelular do ciclo de vida apicomplexo. Depois de se alimentar no hospedeiro, o trofozoíto sofre esquizogonia e evolui para um esquizonte, o qual mais tarde liberta merozoítos.

#### Bradizoíto
Um bradizoíto é uma forma séssil de microorganismos zoonóticos, como a Toxoplasma gondii. Na toxoplasmose crónica, os bradozoítos apresentam-se ao microscópio na forma de conjuntos envoltos por uma parede em forma de crescente (um pseudocisto), nos músculos e tecidos cerebrais infetados.

#### Taquizoíto
Um taquizoíto, ao contrário de um bradizoíto, é uma forma na qual é característico o rápido crescimento e replicação. Os taquizoítos são formas móveis de coccídeos que formam cistos nos tecidos, como por exemplo o Toxoplasma e o Sarcocystis. Geralmente infetam vacúolos celulares e dividem-se por endodiogenia e endopoligenia.

#### Oocisto
Um oocisto é um esporo duro e de parede espessa capaz de sobreviver durante um longo período de tempo fora de um hospedeiro. O zigoto desenvolve-se no interior do esporo, o qual funciona como proteção durante a transferência para novos hospedeiros. Entre os organismos que produzem oocistos estão o Plasmodium, Cryptosporidium e Toxoplasma.

Ciclo de vida do parasita Babesia
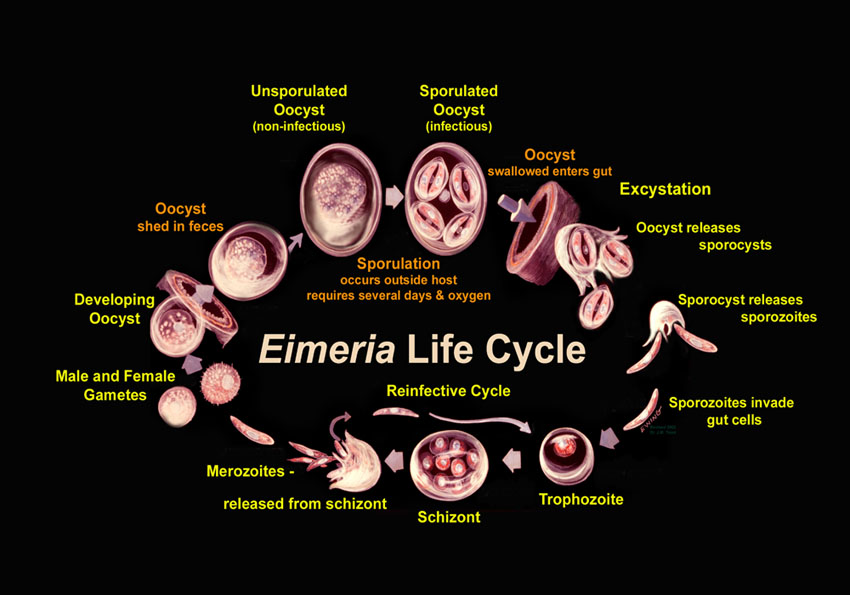
Ciclo de vida do parasita Eimeria
Ciclo de vida do parasita Toxoplasma